# Club Deportivo América
Club Deportivo América, conocido también como América de Quito o simplemente América, es un club deportivo ecuatoriano originario de la ciudad de Quito, fundado el 25 de noviembre de 1939 por el Sr. Elí Gilberto "Chagra" Puebla Bermúdez.
Su disciplina principal es el fútbol en el que es parte de la Segunda Categoría de Ecuador desde 1989 (anteriormente fue el primer descenso a la Segunda Categoría en 1988). Sus máximos logros han sido los subcampeonatos del Campeonato Ecuatoriano de Fútbol en 1969 y en 1971. También fue el primer equipo de Ecuador campeón de un torneo internacional, la Copa Ganadores de Copa en la edición de 1971, que terminó siendo de carácter amistoso, pero contó desde el comienzo con la organización de la Conmebol. Actualmente ciertas reseñas lo reconocen como un torneo oficial, sin embargo desde la propia Conmebol no hay un reconocimiento oficial de esta obtención, esto debido a que algunos clubes de la edición de 1971 desistieron de su participación, por lo que el torneo se torno en una edición de carácter extraoficial.
El club juega sus partidos de local en el Estadio Olímpico Atahualpa, donde comparte localía con El Nacional, Universidad Católica, Cumbayá, Cuniburo y Deportivo Quito. El estadio, conocido como «El Coloso del Batán», tiene una capacidad de 35 258 personas y es propiedad de la Concentración Deportiva de Pichincha (concesionado por el Municipio del Distrito Metropolitano de Quito). En este recinto es donde habitualmente desempeña su localía la selección de fútbol femenino de Ecuador.

## Historia
El América es un club de fútbol profesional de Quito fundado el 25 de noviembre de 1939. El club en la Serie A ha disputado 23 temporadas. Se ubica en el puesto 14 en la clasificación histórica de la Serie A de Ecuador.
Fue subcampeón de Ecuador en 1969 y 1971, por lo que participó en las Copa Libertadores 1970 y 1972.
Fue el primer equipo ecuatoriano campeón de un torneo internacional, al ganar la Copa Ganadores de Copa de 1971.
La historia del equipo verdolaga estaría incompleta si no se hace mención a uno de sus dirigentes más entusiastas, como fue Martin Lenk, que seguido de su hijo Alberto, no se perdieron un solo partido de los campeonatos del 1968 hasta 1976. Tal fue la pasión que le pusieron los "gringos" Lenk, como se los llamaba cariñosamente, que el junior llegó a despuntar en el equipo de reserva más por su teson y valentía que por una técnica depurada.
Siempre tuvo la misma característica, ser un equipo de garra; el chico que buscaba tumbar al grande. Tuvo sus momentos de oro entre 1969 y 1975; donde llegó a dos vicecampeonatos precisamente en 1969 y en 1971; luego en 1980 conformó un plantel que fue protagonista del torneo. Posteriormente, fue a menos convirtiéndose en equipo ascensor, es decir, que subía y bajaba constantemente de categoría, hasta virtualmente desaparecer a mediados de los noventa. Pero, tiene una linda historia de jugadores que vistieron su camiseta y dejaron un recuerdo imborrable por su calidad.
- Ovidio Chacón se incorporó al América en 1966, nacido en Santa Fe, Argentina, procedente de Estudiantes de la Plata; llegó a Ecuador para enrolarse en Aucas, luego siguió su carrera en los “Cebollitas” y en Liga de Quito. Era un arquero de manos solventes que cuidaba bien su arco y cuando era necesario, se convertía en un peón más de la defensa. Fue posiblemente, el primer arquero que jugaba fuera de los tres palos en Ecuador. En 1965 fue considerado el mejor extranjero por AFNA. Rubén “Pastor” Montoya arquero argentino de gran solvencia y estilo. El análisis de su forma de juego, la realizamos en el capítulo relacionado con Barcelona donde fue un ídolo. Recordamos que también pasó por Liga; pero es importante anotar que se incorporó al fútbol ecuatoriano a través del América y que durante la campaña de 1969 fue una verdadera muralla, especialmente en aquel partido de ese año, donde los verdes derrotaron en el Modelo al ídolo del astillero.

- Alfredo “Flaco” Fernández: nacido en Rivera, Uruguay, ciudad fronteriza con Brasil; flaco, muy alto, uno de los arqueros de mayor talla por ese entonces, 1,90 m de estatura, fue el baluarte que necesitaba el equipo para ser protagonista del torneo de 1971 donde estuvo a punto de ser campeón. Fernández era señor del área sobre todo cuando los rivales en momentos de desesperación solo atinaban a levantar centros; pero, pese a su gran estatura era muy bueno en la raya aún en tiros rasantes. Se incorporó al equipo en 1970 y formó parte de él durante varias temporadas de esa década. A partir de la salida de Fernández del equipo, cuidaron el marco cebollita, algunos arqueros nacionales

- Edwin Mejía, arquero de oficio aunque irregular en su desempeño

- N. Ramírez, de interesantes condiciones

- N. Viteri que también pintaba bueno

- Freddy Valdivieso arquero seguro, de oficio, dentro de un plantel que volvió a ser estelar en aquella temporada

- Raúl Oscar “Gorila Verde” Constantino, portero del América, nacido en Santa Fe, Argentina, de 1,88 m de estatura, procedente de su tocayo América de Cali; lleno de oficio, experiencia, aportó seguridad a un plantel que buscaba repetir los momentos protagónicos del año anterior.

En la defensa, Patricio “El Pato” Echeverría fue el símbolo del América, comenzó como centrodelantero, luego fue acomodándose en las zonas de marca hasta acoplarse como volante tapón y zaguero central; también, en algunos momentos lo hacía de lateral. Era fuerte, recio, batallador, imprimió su tónica en las huestes verdes; su juego de temple, poco vistoso, pero efectivo; era el típico defensor que aplicaba el viejo lema de “Pasa la bola o el jugador”; por ello, fue su capitán en los momentos de gloria.
Juntamente en la defensa con un inolvidable León del equipo cebollita Hernán Páez Batallador y recio que sabía jugarse el todo por el todo y salir airoso en momentos difíciles, siempre fue un gran aporte para el equipo Cebollita.
Otro buen defensor, que tuvo América fue Ataulfo Valencia. No era muy alto, apenas 1,70 m de estatura, pero si fuerte; iba a todas, el integrante perfecto de una defensa en donde no había fútbol elegante, pero sí muy cumplidor. Formó parte de aquellos equipos que quedaron en segundo lugar, en los torneos de 1969 y 1971.
A mediados de los setenta, aparecen dos jugadores interesantes. El central Jesús Meza y el lateral izquierdo Alberto Oyola. “Chucho” Meza, era un defensor de buena ubicación; aceptable técnica, aunque no tenía mayor estatura por lo que su déficit era el juego por arriba. Oyola era atrevido, iba siempre para delante y asfixiaba en la marca, aunque no poseía la potencia requerida para arremeter, que ya en esa época hacían gala, otros laterales como Klinger o el propio Escalante. Ambos, fueron transferidos en la temporada de 1976 al Barcelona.
La historia debe recoger como uno de los jugadores más brillantes, al argentino Horacio Raúl Capiello Merly. Un central de gran estampa, 1,86 m de estatura, seguro, ganador, era muy difícil pasarlo y con un remate contundente; era peligro de gol, cada vez que cobraba un tiro libre o penal. Era un zaguero con alma de delantero. Tenía temperamento, categoría y personalidad. Surgió de la escuela de Avellaneda, primero en Racing y luego en Independiente; fue campeón en Bolivia con el Oriente Petrolero y formó parte de la selección juvenil de Argentina en 1972. Estuvo a punto en 1975 de ser traspasado al Fiorentina de Italia. Llegó a Ecuador, por Liga de Cuenca en 1978 y marcó 13 goles en aquella temporada, en América hizo 11, cifras insólitas para un defensor. Su principal arma para aquello el cañón en su pierna derecha, así como su dominio del área, tanto para despejar como para arremeter en el arco rival al momento de un tiro de esquina.
En 1980, para reemplazar a Capiello quien se fue para Barcelona, llegó el argentino Gabriel Arias: Un jugador de enorme técnica, no tenía la fuerza ni el poder ofensivo de Capiello; pero en cambio, poseía una excelente ubicación, dominio del área y calidad enorme para salir jugando y anticipar. Tampoco era muy alto, pero portaba el liderazgo necesario para organizar a su defensa. Suple perfectamente en la tarea defensiva, la salida de Capiello y constituye una dupla central de gran nivel con un joven nacional que surgía con gran fuerza: Bolívar “El Bolo” Ruiz. Este, en cambio tenía muy buena talla, pasaba de 1,83 m de estatura y por tanto era solvente en el juego aéreo. Era fuerte, pero aprendió de Arias la calidad para salir jugando y la ubicación. Le ponía a su vez, ese temperamento arrollador del que hacía gala y que en poco tiempo lo convirtió en uno de los mejores defensores del país; al punto de formar parte de la selección en la Copa América de 1983, formando parte de aquel partido histórico en el estadio de River, donde empatamos 2-2 con Argentina. A estos grandes centrales que hemos recordado, debemos sumarles algunos laterales, que complementaban el sector defensivo. En aquella brillante época de 1969 al 1975; destacaban el lateral zurdo Servando Laso, así como los laterales Rafael Alberto Pérez y Hernán Páez. Todos ellos, eran cumplidores, marcadores asfixiantes, no eran los más destacados del país, pero para un equipo aguerrido como América servían mucho. Luego, en la década de los ochenta, surgieron dos grandes valores por las rayas. En la derecha, jugaba Carlos “Boa” Carrión, este sí, un jugador de salida rápida, aporte ofensivo de primer nivel, de buenas condiciones técnicas. Por izquierda, Julio César Rosero, un lateral de temperamento, buen dominio y excelente remate. Fue una de las grandes figuras, que tuvo América en 1984. Al punto, que los equipos más importantes lo querían, llevándoselo finalmente, El Nacional donde se acopló como volante de marca, puesto en el cual se consolidó como uno de los mejores jugadores de ese entonces confirmando posteriormente su clase en Barcelona. Pero, es en América como surge en la función de lateral izquierdo de gran proyección. En el medio sector, los verdes siempre se han caracterizado por tener jugadores de overol. De ellos, son Collahuazo y Lastra, en los primeros años de los ochenta; en los años setenta, bajo ese concepto cabe recordar a Edgar Cevallos, Carlos Aguirre, quien podía jugar en cualquier puesto del medio sector e incluso de marca punta, tal como lo hizo en el Deportivo Cuenca, varios años después, así como Antonio Pavón. Sin embargo, de la cantera cebollita, surgieron dos grandes jugadores, que merecen atención especial; José y Oswaldo Páez. Ambos, eran menuditos y surgieron en los primeros años de la década de los ochenta. José, era más dedicado a la marca, no brillaba mucho, metía mucha ficha, pero no era estilizado en el manejo del balón; sin embargo, era un pulmón que ventilaba y oxigenaba en el medio campo.Oswaldo, era enormemente talentoso, dueño de una habilidad digna de resaltar. Era 10 u 8, remataba muy bien, sobre todo en los tiros libres, muy inteligente, ponía pases magistrales, además, por su tamaño y estilo estaba lejos de creerse una estrella, actuaba como un verdadero obrero. Llegó a Guayaquil, primero a Emelec, donde fue figura en época donde a los azules les faltaba equipo; luego fue a Barcelona y contribuyó al título de 1985, siendo uno de los pocos jugadores capitalinos, en triunfar ampliamente en el astillero. Por ese mismo tiempo, surgieron otros dos jugadores, que poseían mucha habilidad, pero en cambio se quedaron en el camino, pintaban para más: Raúl Corella, a quien en sus inicios muchos apuntaban a igualarlo con Voltaire Villafuerte y Suber Carrera, al que se lo aplaudía por su velocidad y manejo de pelota, pero sin lograr consolidarse. Pero, si en América jugaban obreros, tampoco estuvo desprovisto de estrellas, tanto nacionales como internacionales.
- 1965 el argentino Héctor Gauna, conocido como “El Polaco” por su copete y pinta de “Beatle”; nacido en Santa Fe, procedente de Nacional de Uruguay y Estudiantes de La Plata, podía jugar de centrodelantero o armador, pero era el puesto del 10, el que más le asentaba. Tenía muy buena llegada al gol, era inteligente, buen definidor, temperamental, seguro en los pases, poseía habilidad y siempre encontraba los claros para habilitar o entrar y definir. Durante muchos años fue el referente que tuvo el escuadrón verde, especialmente en la gran campaña de 1969. Posteriormente fue al Emelec.

- Eduardo “El Gordo” de María llegó en 1970 desde Uruguay para reemplazar a Gauna. Era volante de ataque, siempre aparentó sobrepeso; de hecho, pesaba 150 libras y medía 1,72 m de estatura. Pero, lo que tenía de gordo tenía de bueno con la pelota en los pies. Debe de ser uno de los jugadores más técnicos que llegaron a nuestro país por esa época y con un remate maravilloso. Fue un puntal en la copa de 1970 ante los equipos peruanos y se ganó el corazón de la pequeña hinchada verde; como luego lo hizo de la eléctrica pues siguió los mismos pasos del “Polaco”

- 1971 el uruguayo Juan Carlos “Carita” Gómez quien no tuvo el suceso que años después consiguiera, ya en calidad de nacionalizado con Emelec y Liga de Quito al punto que, incluso jugó las eliminatorias de 1977, con la selección.

Pero, no podemos cerrar el recuerdo de los medio campistas americanos, sin referir la presencia de dos de los grandes armadores, que ha poseído en la historia nuestro fútbol: Jorge Bolaños Carrasco y Polo Carrera Velasteguí. El pibe llegó a reforzar al equipo en la copa de 1970, jugó la misma, pero antes de participar en el torneo local se incorporó al Barcelona. Siempre se ha dicho que “Los Cebollitas” fueron utilizados en una operación triangular provocada por los canarios para llevarse a Bolaños, sin negociarlo con Emelec. Era el emblemático de los azules y cuando tuvo problemas con Jorge Lazo la única manera de salir e ir al Barcelona era a través de otro equipo y ese fue “América”; pero sin embargo, en el corto tiempo demostró su enorme caudal futbolístico siendo un refuerzo de lujo en esa edición copera. Polo, llegó en 1981 en las postrimerías de su carrera. Aparte de Liga había actuado en Deportivo Quito, El Nacional y U. Católica, además de Barcelona. Le faltaba solamente, América y Aucas, para rotar por todos los equipos de AFNA. Se incorpora el año en mención y muestra las pinceladas de buen fútbol que aún evidenciaba, como aquel maravilloso gol de taquito a Diego Cabezas de Barcelona en un juego donde el escuadrón verde ganó 1-0 a los porteños. Su presencia en América, tenía un fin especial para Polo, estar en vigencia para poder actuar las eliminatorias a España 82; algo que logró. Un año después, volvió a Liga, donde jugó su última Copa Libertadores y en 1983, se despidió de la selección, jugando la Copa América; a inicios de 1984, se retiró del fútbol.
Pero, si América ha poseído buenos jugadores es en el ataque. En 1961 llega Roberto “Pibe” Ortega procedente de LDUQ para hacer gala de su mega remate que ponía a temblar a cuanto arquero enfrentaba. Durante los primeros años de Gauna en el equipo, hizo dupla con extranjeros de buen nivel ofensivo en 1965 con el uruguayo Nelson Quintana y en 1966, con el también charrúa Walter Brienza. Ese mismo año jugaba el nacional Pedersen quien en un partido ante Macará de Ambato, en Quito hizo 4 de los ocho goles de su equipo para una goleada de 8-0. En 1968 llega otro uruguayo con gol llamado José Puente quien poco tiempo después se fue por desavenencias económicas. Así como, un argentino de apellido Novasco le dio goles importantes al equipo, como aquel, ante Barcelona en Guayaquil que significó una de las pocas victorias del América; en el puerto principal. Pero ese mismo año, llega un colombiano que hizo historia en el América; Migdonio Aguirre pilar en las maravillosas campañas de 1969 y 1971. Nacido en Tumaco, jugó sin mayor suceso en el Deportivo Cali, hasta que a mediados de 1968 lo recluta el cuadro cebollita. En 1969 tiene una magnífica actuación y se convierte en el goleador de su equipo; mostrando en todo su esplendor las características de jugador batallador, técnico y oportuno, gran cabeceador, consiguió muchos con su testa, picador constante, demolía a los defensores rivales con su accionar dinámico. En 1970 una fractura del peroné lo mermó en su rendimiento, pero en 1971 volvió a ser ese tigre que al igual que dos temporadas atrás llevará a su equipo a Copa Libertadores. Pero, si América tiene un sinónimo de gol, ese es el uruguayo Ángel Marín. Con 1,83 m de estatura y con una zurda demoledora, el “Negro” llegó al América en 1970 jugando la Copa Libertadores de ese año, donde además, los cebollitas culminaron en tercer puesto para luego, en la siguiente temporada la de 1971, volver a clasificar a Copa Libertadores. A inicios de ese año, América jugó un torneo internacional llamado Recopa, en donde además, participaron: Olimpia de Paraguay, Valencia de Venezuela y Aurich de Perú. Ese torneo lo ganó el cuadro capitalino y el “Negro” Marín fue el goleador con cuatro tantos marcando tres de ellos, al Aurich. Marín era un jugador fuerte, potente, de gran remate; por lo que se convertía en una amenaza, además de sus disparos en el área cuando estaba frente a un tiro libre o penal. Pero, tenía una particularidad que lo hacía muy temible: era excelente cabeceador. En definitiva, un forward completo que definía en el momento menos pensado ante cualquier rival y en cualquier lugar. Luego de la Copa Libertadores fue contratado por Liga de Quito en una transferencia polémica, muy reclamada por América quien había establecido en una cláusula que Marín no podía jugar en ningún equipo del Ecuador. Sin embargo, el cambio de camiseta se dio pero no pudo reeditar sus actuaciones pasadas. En 1973 regresa al América de Quito y vuelve a ser el arponero temible de arqueros, al punto que en esa temporada se consagra goleador del torneo con 18 conquistas. A pesar de su buen aporte personal el equipo desciende esa temporada aunque en la siguiente recupera su presencia en la A. En ese período hasta 1978 el escuadrón verde se convierte en ascensor, subiendo y bajando, lo que desmotiva a este excelente delantero a permanecer en el equipo. Por ello, se va al Deportivo Quito donde en 1977 consigue por segunda ocasión el halago de ser goleador del torneo, aunque jugando en la B con los chullas, anotando 27 goles; la misma cantidad de tantos, que en la A, había logrado el “Flaco” Paz y Miño con El Nacional. Ángel Marín En el fútbol ecuatoriano se produce algo anecdótico entre 1972 y 1977. El gol tenía imagen de ángel. Si no era Nelsinho ni era Liciardi era Marín y a pesar de que en esas épocas había grandes artilleros nacionales y extranjeros; como J.J. Pérez, Vinicio Ron, Estupiñán, Félix Lasso; entre otros, los goleadores de todos esos torneos fueron Nelsinho (1972), Liciardi (1974, 1975 y 1976) y Marín (1973 y 1977). Pero, durante todo este tiempo Marín tuvo a grandes compañeros de ataque. En 1970 y 1971, formó una tripleta ofensiva de lujo con Migdonio Aguirre y con el paraguayo Eusebio Rolón, un tanque guaraní que llegó en la misma época de Marín y con quien formaba una dupla, que incursionaba por los espacios que producía con su dinamismo el colombiano Aguirre.
En 1972 se incorpora al equipo, el argentino Juan Carlos “Mono” Ruiz, un puntero izquierdo o centrodelantero de mucho gol. En la Copa frente a los equipos bolivianos logra tres goles en el altiplano; marcando dos al Oriente Petrolero en la derrota 2-4 y uno, al Chaco Petrolero en la victoria de visitante por 2-1. Era de estatura pequeña, apenas 1,65 m de estatura, pero ágil, de buen desmarque, dominio de balón, velocidad y viveza. Surgió futbolísticamente en Racing, luego, en Arsenal hasta llegar al América, posterior al cual, jugó en otros equipos ecuatorianos, entre ellos, la Liga de Cuenca.
Luego, en 1974 en la serie B, los cebollitas arman una trilogía ofensiva de uruguayos, realmente temible, que permite al equipo llegar de inmediato a la A y jugar además una gran temporada en 1975: Juan “Poroto” Britos, Ángel Marín y Robinson Retamar. Los tres, eran centrodelanteros, pero se acomodaron a la perfección, rotaban por el frente de ataque pero, generalmente se ordenaban con Britos por derecha y Retamar por izquierda. Eran buenos cabeceadores, oportunistas y se entendían de memoria. Retamar, jugó un par de temporadas, mientras que Britos, permaneció durante varios años, al servicio de los “Cebollitas”; siendo siempre un referente de gol del equipo.
En 1980, se incorpora al plantel, el último gran referente ofensivo que se recuerde en este club: El argentino Miguel Ángel Gutiérrez; amaba tanto al arco que comenzó como arquero, así llegó a probarse en Ferrocarril Oeste, hasta que, en algún momento descubrió que su vocación seguía siendo el área, pero no la propia, sino la rival. Era el típico jugador gaucho, cabello rubio; metía en cada partido fibra, aguerrido, buen dominio del balón, sin ser un exquisito, muy despierto cuando pisaba las 18 yardas, simplemente, no perdonaba cuando tenía la opción de gol. Su apelativo en Ecuador fue “Samañon” y se convirtió en el gran líder del equipo, en aquel torneo en que América estuvo muy cerca de volver a Copa, quedando en tercer lugar y él como goleador del certamen con 26 goles. En esa temporada, hizo dupla con un compatriota llamado Jorge Tolosa, un flaco de bigotes, alto, con altibajos en su nivel de juego, pero que en la parte decisiva terminó complementándose bien, al punto de convertirse en su principal socio ofensivo. Así, culminamos esta revisión de lo que fueron aquellos protagonistas de un equipo que tuvo su cuarto de hora en nuestro fútbol y que ahora virtualmente ha desaparecido. De todos ellos, al momento de escoger el equipo histórico, a mi criterio, conformamos la siguiente plantilla: Alfredo Fernández; Patricio Echeverría, Horacio Capiello, Gabriel Arias, Julio César Rosero; Eduardo De María, Oswaldo Páez, Héctor Gauna; Migdonio Aguirre, Miguel Ángel Gutiérrez y Ángel Marín.
Por suerte del equipo Americanista el equipo de Valle FC que se inscribió para jugar la segunda categoría en la AFNA no jugó el campeonato, y por ende desciende directamente a la Liga Amateur
En el 2016, el Club Deportivo América vuelve a la Primera Categoría "Serie B", luego de 34 años. El 11 de diciembre de 2016, en el penúltimo partido del Cuadrangular Final, el equipo logró imponerse 1 a 0 al Deportivo Puyo de Pastaza, ascendiendo a la Serie B con que el club ganó el campeonato Segunda Categoría, y ascendió a la Serie B, bajo el presidente Rodrigo Espinosa Villaquirán y entrenado por Francisco Javier Correa el América, por tanto, vuelve a la Serie B 34 años después de haber abandonado la misma categoría, consiguiendo un hecho histórico al ascender de Segunda Categoría a Serie B en un año solo en 2016, emulando al último equipo que lo logró en la temporada de la Segunda Categoría de 2012, el Sociedad Deportiva Aucas. La afición recibió al equipo en el Estadio Olímpico Atahualpa de Quito en marzo de 2017, y desde allí se trasladó la cabalgata festiva desde la casa de la Familia Puebla en las calles Estados Unidos y Río de Janeiro hasta el Estadio Olímpico Atahualpa, llegando a congregarse unas 35.000 personas. en ese mismo mes de ese mismo año, el equipo fue recibido en la Alcaldía de Quito y la Prefectura de Pichincha. El regreso del América a la Serie B, se produjo oficialmente el 5 de marzo de 2017 con la derrota 2 a 1 ante el histórico Aucas, que finalmente ascendió a la Serie A al final de la temporada 2017 de la Serie B del fútbol ecuatoriano en el Estadio Olímpico Atahualpa y el 31 de marzo de 2017 jugó su primer partido de local con victoria a favor del conjunto local luego de ascender ante el Manta F.C. en un encuentro que ganó con el marcador de 3 a 2 a favor de los verdolagas en el Atahualpa.
En el 2018, el Club Deportivo América vuelve a la "Serie A", tras 30 largos y tortuosos años. el 21 de noviembre de 2018, en el Penúltimo partido del torneo de la Serie B 2018, el equipo que logró imponerse por 4-0 al cuadro de Liga de Portoviejo y así permitiendo su regreso a la serie A del fútbol ecuatoriano.
América en el año 2019 descendió a la Serie B del fútbol ecuatoriano, tras la única temporada de jugar en la Serie A, disputándose frente a Delfín, pese a la derrota por 2 a 1 en este cotejo una fecha antes del final de la segunda rueda de la Serie A de la LigaPro del fútbol ecuatoriano, la escuadra verdolaga no se mantuvo en la categoría de privilegio.
El 26 de octubre del 2023 pese a ganar el partido 3-1 contra Chacaritas la escuadra verdolaga vuelve a descender otra vez, sin embargo el equipo cebollita terminó de hundirse a la Segunda Categoría lugar del que jamás volvieron a ver la luz equipos tradicionales del fútbol ecuatoriano de antaño como el Everest, Patria, Norte América, Calvi, Panamá, Esmeraldas Petrolero, Juventus, Juvenil, Green Cross, Juventud Italiana, Bonita Banana, Audaz Octubrino, Santos, Liga de Cuenca, Espoli, Deportivo Quito, Olmedo, América de Ambato, Búhos ULVR (ex Guayaquil Sport), Clan Juvenil y los desaparecidos Politécnico, Manta Sport, River Plate de Riobamba, Filanbanco, Valdez, Liga de Loja, Deportivo Azogues y Fuerza Amarilla en medio de la debacle del cuadro cebollita.

## Uniforme
- Uniforme titular: camiseta verde oscuro a rayas verdes verticales, pantalón blanco y medias verdes.
- Uniforme alternativo: camiseta negra con franja diagonal gris con líneas verdes en la parte pectoral, pantalón negro, medias negras.

### Evolución del uniforme titular
| 2010 | 2011 | 2012–2013 | 2014 | 2015 | 2016 | 2017 | 2018 | 2019 | 2020 |  |

| 2021 | 2022 | 2023 | 2024 |

### Evolución del uniforme alterno
| 2010–2013 | 2014 | 2015 | 2016 | 2017 | 2018 | 2019 | 2020 | 2021 | 2022 |  |

| 2023 | 2024 |

### Evolución del tercer uniforme
| 2022 | 2023 |

### Auspiciantes
- Actualizado al 2025.

La camiseta actual lleva la marca Diporto, empresa ecuatoriana de confección y distribución de accesorios deportivos; con la cual el club mantiene vínculo desde 2024.[cita requerida]
Esta es la cronología de las marcas y patrocinadores de la indumentaria del club.
Las siguientes tablas detallan cronológicamente las empresas proveedoras de indumentaria y los patrocinadores que ha tenido el equipo de América de Quito desde el año 1979 hasta la actualidad:
| Período       | Proveedor |
| ------------- | --------- |
| 1979-2014     | Sin Marca |
| 2015-2021     | Astro     |
| 2022-2023     | Boman     |
| 2024-presente | Diporto   |

| Período       | Patrocinador                    |
| ------------- | ------------------------------- |
| 1979-1983     | Pinturas Cóndor                 |
| 1984-1985     | Pinturas Wesco                  |
| 1986-1987     | Selecciones del Reader's Digest |
| 1987          | Pinturas Wesco                  |
| 1988          | Sin Patrocinador                |
| 1988-2013     | Banco Pichincha                 |
| 2014-2017     | Sin Patrocinador                |
| 2018-2020     | Consorcio Pichincha             |
| 2021-2022     | Sin Patrocinador                |
| 2023          | Arroz Cuatro Trece              |
| 2024-presente | Sin Patrocinador                |

## Estadio
El Estadio Olímpico Atahualpa, propiedad de la Concentración Deportiva de Pichincha en conjunto con la Asociación de Fútbol No Amateur de Pichincha, es el estadio donde juega de local la Universidad Católica. Es el quinto estadio más grande de Ecuador con una capacidad de 35 258 personas reglamentariamente. Se encuentra ubicado en el sector de El Batán de la ciudad de Quito, en la Av. 6 de Diciembre y Naciones Unidas. El Municipio de Quito fue el gestor del proyecto para la construcción del predio deportivo, mientras que la empresa Menatlas Quito C.A. estuvo a cargo de la obra. La construcción del estadio inició en mayo de 1948 y terminó en noviembre de 1951.
El estadio fue inaugurado el 25 de noviembre de 1951 con un partido amistoso entre Río Guayas de Ecuador y el Cúcuta Deportivo de Colombia, perteneciente a un cuadrangular internacional en el que también participaron la Selección de Pichincha y el Boca Juniors de Cali. Cúcuta Deportivo venció 4-3 a Río Guayas, mientras que la Selección de Pichincha igualó 2-2 con Boca Juniors de Cali, en un encuentro que no pudo finalizar por una torrencial lluvia.
A más de ser utilizado para la práctica de fútbol, se utiliza para competencias de atletismo ya que cuenta con una pista sintética, y para la presentación de espectáculos artísticos. En este estadio juega de local la Selección Ecuatoriana de Fútbol.
Como estadio alternativo para los partidos de local se utiliza el Estadio Olímpico Guillermo Albornoz ubicado en la ciudad de Cayambe, el cual es de propiedad de la Liga Deportiva Cantonal de Cayambe y en el que ejerce como local.

Panorámica del Estadio Olímpico Atahualpa.

## Datos del club
- Puesto histórico: 16.°[9]
- Temporadas en Serie A: 23 (1962, 1966-1973, 1974-II-1976-I, 1977-I, 1979-1981, 1983-1988, 2019).[10]
- Temporadas en Serie B: 11 (1974-I, 1976-II, 1977-II-1978, 1982, 2017-2018, 2020-2023).[10]
- Temporadas en Segunda Categoría: 30 (1989-2016, 2024-presente).
- Mejor puesto en la liga: 2.° (1969 y 1971).[11]
- Peor puesto en la liga: 18.° (1988).
- Mayor goleada a favor en torneos nacionales:
  - 8 - 0 contra Macará (24 de septiembre de 1966).[12]
- Mayor goleada a favor en torneos internacionales:
  - 3 - 0 contra Oriente Petrolero de Bolivia (22 de marzo de 1972) (Copa Libertadores 1972).[13]
- Mayor goleada en contra en torneos nacionales:
  - 6 - 0 contra Deportivo Cuenca (24 de marzo de 1976).[14]
- Mayor goleada en contra en torneos internacionales:
  - 4 - 2 contra Oriente Petrolero  de Bolivia (12 de marzo de 1972) (Copa Libertadores 1972).[13]
- Máximo goleador histórico: Miguel Ángel Gutiérrez (43 goles anotados en partidos oficiales).
- Máximo goleador en torneos nacionales: Miguel Ángel Gutiérrez (28 goles).
- Máximo goleador en torneos internacionales: Ángel Marín (5 goles).
- Primer partido en campeonatos nacionales:
  - 9 de Octubre 1 - 0 América (18 de noviembre de 1962 en el Estadio Modelo Alberto Spencer).[15]
- Primer partido en torneos internacionales:
  - América 2 - 0 Defensor Arica (14 de febrero de 1970 en el Estadio Olímpico Atahualpa) (Copa Libertadores 1970).[16]

### Participaciones internacionales
| Competición               | Edición    |
| ------------------------- | ---------- |
| Conmebol Libertadores (2) | 1970, 1972 |

Nota: En negrita competiciones vigentes en la actualidad.
| Conmebol Libertadores             | Conmebol Libertadores | Conmebol Libertadores | Conmebol Libertadores | Conmebol Libertadores | Conmebol Libertadores | Conmebol Libertadores | Conmebol Libertadores | Conmebol Libertadores |
| Edición                           | Ronda                 | PJ                    | PG                    | PE                    | PP                    | GF                    | GC                    | Goleador              |
| --------------------------------- | --------------------- | --------------------- | --------------------- | --------------------- | --------------------- | --------------------- | --------------------- | --------------------- |
| Copa de Campeones de América 1960 | Ecuador no participó  | Ecuador no participó  | Ecuador no participó  | Ecuador no participó  | Ecuador no participó  | Ecuador no participó  | Ecuador no participó  | Ecuador no participó  |
| Copa de Campeones de América 1961 | No se clasificó       | No se clasificó       | No se clasificó       | No se clasificó       | No se clasificó       | No se clasificó       | No se clasificó       | No se clasificó       |
| Copa de Campeones de América 1962 | No se clasificó       | No se clasificó       | No se clasificó       | No se clasificó       | No se clasificó       | No se clasificó       | No se clasificó       | No se clasificó       |
| Copa de Campeones de América 1963 | No se clasificó       | No se clasificó       | No se clasificó       | No se clasificó       | No se clasificó       | No se clasificó       | No se clasificó       | No se clasificó       |
| Copa de Campeones de América 1964 | No se clasificó       | No se clasificó       | No se clasificó       | No se clasificó       | No se clasificó       | No se clasificó       | No se clasificó       | No se clasificó       |
| Copa Libertadores 1965            | No se clasificó       | No se clasificó       | No se clasificó       | No se clasificó       | No se clasificó       | No se clasificó       | No se clasificó       | No se clasificó       |
| Copa Libertadores 1966            | No se clasificó       | No se clasificó       | No se clasificó       | No se clasificó       | No se clasificó       | No se clasificó       | No se clasificó       | No se clasificó       |
| Copa Libertadores 1967            | No se clasificó       | No se clasificó       | No se clasificó       | No se clasificó       | No se clasificó       | No se clasificó       | No se clasificó       | No se clasificó       |
| Copa Libertadores 1968            | No se clasificó       | No se clasificó       | No se clasificó       | No se clasificó       | No se clasificó       | No se clasificó       | No se clasificó       | No se clasificó       |
| Copa Libertadores 1969            | No se clasificó       | No se clasificó       | No se clasificó       | No se clasificó       | No se clasificó       | No se clasificó       | No se clasificó       | No se clasificó       |
| Copa Libertadores 1970            | Fase de grupos        | 6                     | 1                     | 1                     | 4                     | 4                     | 14                    | Hugo Novasco: 2       |
| Copa Libertadores 1971            | No se clasificó       | No se clasificó       | No se clasificó       | No se clasificó       | No se clasificó       | No se clasificó       | No se clasificó       | No se clasificó       |
| Copa Libertadores 1972            | Fase de grupos        | 6                     | 3                     | 1                     | 2                     | 9                     | 7                     | Ángel Marín: 5        |
| Copa Libertadores 1973            | No se clasificó       | No se clasificó       | No se clasificó       | No se clasificó       | No se clasificó       | No se clasificó       | No se clasificó       | No se clasificó       |
| Copa Libertadores 1974            | No se clasificó       | No se clasificó       | No se clasificó       | No se clasificó       | No se clasificó       | No se clasificó       | No se clasificó       | No se clasificó       |
| Copa Libertadores 1975            | No se clasificó       | No se clasificó       | No se clasificó       | No se clasificó       | No se clasificó       | No se clasificó       | No se clasificó       | No se clasificó       |
| Copa Libertadores 1976            | No se clasificó       | No se clasificó       | No se clasificó       | No se clasificó       | No se clasificó       | No se clasificó       | No se clasificó       | No se clasificó       |
| Copa Libertadores 1977            | No se clasificó       | No se clasificó       | No se clasificó       | No se clasificó       | No se clasificó       | No se clasificó       | No se clasificó       | No se clasificó       |
| Copa Libertadores 1978            | No se clasificó       | No se clasificó       | No se clasificó       | No se clasificó       | No se clasificó       | No se clasificó       | No se clasificó       | No se clasificó       |
| Copa Libertadores 1979            | No se clasificó       | No se clasificó       | No se clasificó       | No se clasificó       | No se clasificó       | No se clasificó       | No se clasificó       | No se clasificó       |
| Copa Libertadores 1980            | No se clasificó       | No se clasificó       | No se clasificó       | No se clasificó       | No se clasificó       | No se clasificó       | No se clasificó       | No se clasificó       |
| Copa Libertadores 1981            | No se clasificó       | No se clasificó       | No se clasificó       | No se clasificó       | No se clasificó       | No se clasificó       | No se clasificó       | No se clasificó       |
| Copa Libertadores 1982            | No se clasificó       | No se clasificó       | No se clasificó       | No se clasificó       | No se clasificó       | No se clasificó       | No se clasificó       | No se clasificó       |
| Copa Libertadores 1983            | No se clasificó       | No se clasificó       | No se clasificó       | No se clasificó       | No se clasificó       | No se clasificó       | No se clasificó       | No se clasificó       |
| Copa Libertadores 1984            | No se clasificó       | No se clasificó       | No se clasificó       | No se clasificó       | No se clasificó       | No se clasificó       | No se clasificó       | No se clasificó       |
| Copa Libertadores 1985            | No se clasificó       | No se clasificó       | No se clasificó       | No se clasificó       | No se clasificó       | No se clasificó       | No se clasificó       | No se clasificó       |
| Copa Libertadores 1986            | No se clasificó       | No se clasificó       | No se clasificó       | No se clasificó       | No se clasificó       | No se clasificó       | No se clasificó       | No se clasificó       |
| Copa Libertadores 1987            | No se clasificó       | No se clasificó       | No se clasificó       | No se clasificó       | No se clasificó       | No se clasificó       | No se clasificó       | No se clasificó       |
| Copa Libertadores 1988            | No se clasificó       | No se clasificó       | No se clasificó       | No se clasificó       | No se clasificó       | No se clasificó       | No se clasificó       | No se clasificó       |
| Copa Libertadores 1989            | No se clasificó       | No se clasificó       | No se clasificó       | No se clasificó       | No se clasificó       | No se clasificó       | No se clasificó       | No se clasificó       |
| Copa Libertadores 1990            | No se clasificó       | No se clasificó       | No se clasificó       | No se clasificó       | No se clasificó       | No se clasificó       | No se clasificó       | No se clasificó       |
| Copa Libertadores 1991            | No se clasificó       | No se clasificó       | No se clasificó       | No se clasificó       | No se clasificó       | No se clasificó       | No se clasificó       | No se clasificó       |
| Copa Libertadores 1992            | No se clasificó       | No se clasificó       | No se clasificó       | No se clasificó       | No se clasificó       | No se clasificó       | No se clasificó       | No se clasificó       |
| Copa Libertadores 1993            | No se clasificó       | No se clasificó       | No se clasificó       | No se clasificó       | No se clasificó       | No se clasificó       | No se clasificó       | No se clasificó       |
| Copa Libertadores 1994            | No se clasificó       | No se clasificó       | No se clasificó       | No se clasificó       | No se clasificó       | No se clasificó       | No se clasificó       | No se clasificó       |
| Copa Libertadores 1995            | No se clasificó       | No se clasificó       | No se clasificó       | No se clasificó       | No se clasificó       | No se clasificó       | No se clasificó       | No se clasificó       |
| Copa Libertadores 1996            | No se clasificó       | No se clasificó       | No se clasificó       | No se clasificó       | No se clasificó       | No se clasificó       | No se clasificó       | No se clasificó       |
| Copa Libertadores 1997            | No se clasificó       | No se clasificó       | No se clasificó       | No se clasificó       | No se clasificó       | No se clasificó       | No se clasificó       | No se clasificó       |
| Copa Libertadores 1998            | No se clasificó       | No se clasificó       | No se clasificó       | No se clasificó       | No se clasificó       | No se clasificó       | No se clasificó       | No se clasificó       |
| Copa Libertadores 1999            | No se clasificó       | No se clasificó       | No se clasificó       | No se clasificó       | No se clasificó       | No se clasificó       | No se clasificó       | No se clasificó       |
| Copa Libertadores 2000            | No se clasificó       | No se clasificó       | No se clasificó       | No se clasificó       | No se clasificó       | No se clasificó       | No se clasificó       | No se clasificó       |
| Copa Libertadores 2001            | No se clasificó       | No se clasificó       | No se clasificó       | No se clasificó       | No se clasificó       | No se clasificó       | No se clasificó       | No se clasificó       |
| Copa Libertadores 2002            | No se clasificó       | No se clasificó       | No se clasificó       | No se clasificó       | No se clasificó       | No se clasificó       | No se clasificó       | No se clasificó       |
| Copa Libertadores 2003            | No se clasificó       | No se clasificó       | No se clasificó       | No se clasificó       | No se clasificó       | No se clasificó       | No se clasificó       | No se clasificó       |
| Copa Libertadores 2004            | No se clasificó       | No se clasificó       | No se clasificó       | No se clasificó       | No se clasificó       | No se clasificó       | No se clasificó       | No se clasificó       |
| Copa Libertadores 2005            | No se clasificó       | No se clasificó       | No se clasificó       | No se clasificó       | No se clasificó       | No se clasificó       | No se clasificó       | No se clasificó       |
| Copa Libertadores 2006            | No se clasificó       | No se clasificó       | No se clasificó       | No se clasificó       | No se clasificó       | No se clasificó       | No se clasificó       | No se clasificó       |
| Copa Libertadores 2007            | No se clasificó       | No se clasificó       | No se clasificó       | No se clasificó       | No se clasificó       | No se clasificó       | No se clasificó       | No se clasificó       |
| Copa Libertadores 2008            | No se clasificó       | No se clasificó       | No se clasificó       | No se clasificó       | No se clasificó       | No se clasificó       | No se clasificó       | No se clasificó       |
| Copa Libertadores 2009            | No se clasificó       | No se clasificó       | No se clasificó       | No se clasificó       | No se clasificó       | No se clasificó       | No se clasificó       | No se clasificó       |
| Copa Libertadores 2010            | No se clasificó       | No se clasificó       | No se clasificó       | No se clasificó       | No se clasificó       | No se clasificó       | No se clasificó       | No se clasificó       |
| Copa Libertadores 2011            | No se clasificó       | No se clasificó       | No se clasificó       | No se clasificó       | No se clasificó       | No se clasificó       | No se clasificó       | No se clasificó       |
| Copa Libertadores 2012            | No se clasificó       | No se clasificó       | No se clasificó       | No se clasificó       | No se clasificó       | No se clasificó       | No se clasificó       | No se clasificó       |
| Copa Libertadores 2013            | No se clasificó       | No se clasificó       | No se clasificó       | No se clasificó       | No se clasificó       | No se clasificó       | No se clasificó       | No se clasificó       |
| Copa Libertadores 2014            | No se clasificó       | No se clasificó       | No se clasificó       | No se clasificó       | No se clasificó       | No se clasificó       | No se clasificó       | No se clasificó       |
| Copa Libertadores 2015            | No se clasificó       | No se clasificó       | No se clasificó       | No se clasificó       | No se clasificó       | No se clasificó       | No se clasificó       | No se clasificó       |
| Copa Libertadores 2016            | No se clasificó       | No se clasificó       | No se clasificó       | No se clasificó       | No se clasificó       | No se clasificó       | No se clasificó       | No se clasificó       |
| Copa Libertadores 2017            | No se clasificó       | No se clasificó       | No se clasificó       | No se clasificó       | No se clasificó       | No se clasificó       | No se clasificó       | No se clasificó       |
| Copa Libertadores 2018            | No se clasificó       | No se clasificó       | No se clasificó       | No se clasificó       | No se clasificó       | No se clasificó       | No se clasificó       | No se clasificó       |
| Copa Libertadores 2019            | No se clasificó       | No se clasificó       | No se clasificó       | No se clasificó       | No se clasificó       | No se clasificó       | No se clasificó       | No se clasificó       |
| Copa Libertadores 2020            | No se clasificó       | No se clasificó       | No se clasificó       | No se clasificó       | No se clasificó       | No se clasificó       | No se clasificó       | No se clasificó       |
| Total                             |                       | 12                    | 4                     | 2                     | 6                     | 13                    | 21                    | Ángel Marín: 5        |

### Resumen estadístico
- Última actualización: Actualizado al término de la Copa Ecuador 2018-19.

| Competición                        | Part | PJ  | PG  | PE  | PP  | GF  | GC  | DG   | PTS | Mejor resultado  |
| ---------------------------------- | ---- | --- | --- | --- | --- | --- | --- | ---- | --- | ---------------- |
| Torneos nacionales                 |      |     |     |     |     |     |     |      |     |                  |
| Campeonato Ecuatoriano de Fútbol   | 22   | 616 | 187 | 176 | 253 | 705 | 816 | -111 | 737 | Subcampeón       |
| Copa Ecuador                       | 1    | 4   | 1   | 2   | 1   | 8   | 6   | +2   | 5   | Octavos de final |
| Torneos internacionales            |      |     |     |     |     |     |     |      |     |                  |
| Copa Libertadores                  | 2    | 12  | 4   | 2   | 6   | 13  | 21  | -8   | 14  | Fase de grupos   |
| Copa Ganadores de Copa             | 1    | 3   | 2   | 1   | 0   | 5   | 0   | +5   | 5   | Campeón          |
| Torneos provinciales               |      |     |     |     |     |     |     |      |     |                  |
| Campeonato Profesional Interandino | 14   |     |     |     |     |     |     |      |     | Subcampeón       |
| Total                              | 26   | 632 | 192 | 180 | 260 | 726 | 843 | -117 | 756 | 1                |

## Jugadores

### Plantilla 2024
- Actualizado el 16 de febrero de 2024.

- = Capitán.
- = Lesionado.
- Tarjeta amarilla de ser suspendido por acumulación
- Suspendido la próxima fecha

#### Altas y bajas Primera etapa 2023
- Última actualización: 1 de febrero de 2023.

| Altas               |                |                  |        |
| Jugador             | Posición       | Procedencia      | Tipo   |
| Luis Miguel Alvivar | Guardameta     | C.D. Dunamis 04  | Libre. |
| José Flor           | Defensa        | Manta F. C.      | Libre. |
| German Cedeño       | Defensa        | C.D. Aampetra    | Libre. |
| Jhon Andres Campos  | Defensa        | Chivos F.C       | Libre. |
| Jerson Guisamano    | Centrocampista | Atlético Porteño | Libre. |
| Juan Felipe Villa   | Centrocampista | Larisas          | Libre. |
| Daniel Uquillas     | Centrocampista | Cumbayá F.C      | Libre. |
| Danny Vaca          | Centrocampista | Miguel Iturralde | Libre. |
| Felipe Cuero Ureta  | Centrocampista | Sao Caetano      | Libre. |
| Juan Guayasamin     | Delantero      | Liga de Quito    | Libre. |
| Silvio Murillo      | Delantero      | [[]]             | Libre. |

| Bajas            |                |                 |           |
| Jugador          | Posición       | Destino         | Tipo      |
| Jerson Sánchez   | Guardameta     | Chacaritas      | Libre     |
| German Cedeño    | Defensa        | Grecia          | Préstamo. |
| Jerson Guisamano | Centrocampista | Deportivo Quito | Libre.    |
| Jhon Moreno      | Delantero      | Deportivo Quito | Libre.    |

## Palmarés

### Torneos nacionales
| Competición                        | Títulos  | Subcampeonatos                  |
| ---------------------------------- | -------- | ------------------------------- |
| Serie A de Ecuador (0/2)           |          | 1969, 1971.                     |
| Serie B de Ecuador (1/4)           | 1978-II. | 1974-I, 1976-II, 1982-II, 2018. |
| Segunda Categoría de Ecuador (1/0) | 2016.    |                                 |

### Torneos provinciales
| Competición                              | Títulos                             | Subcampeonatos                         |
| ---------------------------------------- | ----------------------------------- | -------------------------------------- |
| Campeonato Profesional Interandino (0/2) |                                     | 1962, 1966.                            |
| Segunda Categoría de Pichincha (6/5)     | 1991, 1992, 2000, 2001, 2002, 2004. | 1990, 1999, 2003, 2005, 2016. (Récord) |

### Torneos internacionales
| Competición                  | Títulos | Subcampeonatos |
| ---------------------------- | ------- | -------------- |
| Copa Ganadores de Copa (1/0) | 1971    |                |